# Stanisław Wójcik (wicewojewoda)
Stanisław Wójcik (ur. 25 września 1933 w Goszczynie, zm. 20 stycznia 2013 w Szczecinie) – polski działacz partyjny i państwowy, były I sekretarz Komitetu Powiatowego PZPR w Pyrzycach, w latach 1982–1988 wicewojewoda szczeciński.

## Życiorys
Syn Wacława i Anny. Kształcił się m.in. w Wyższej Szkole Rolniczej w Szczecinie i na trzymiesięcznym kursie w Wyższej Szkole Partyjnej KPZR (1974). W latach 1949–1950 należał do Związku Młodzieży Polskiej, a w latach 1957–1959 – do Zrzeszenia Studentów Polskich. W 1954 wstąpił do Polskiej Zjednoczonej Partii Robotniczej. Od 1958 do 1959 był członkiem egzekutywy PZPR w Wyższej Szkole Rolniczej w Szczecinie, a od 1961 do 1962 I sekretarzem POP w Wojewódzkim Związku Kółek Rolniczych. Od 1962 do 1967 pozostawał sekretarzem Komitetu Powiatowego w Stargardzie Szczecińskim, od 1967 do 1968 także wiceprzewodniczącym Powiatowej Rady Narodowej tamże. W latach 1968–1973 I sekretarz Komitetu Powiatowego PZPR w Pyrzycach. W 1973 wszedł w skład egzekutywy Komitetu Wojewódzkiego PZPR w Szczecinie; od 1975 do 1977 kierował w nim Wydziałem Rolnym, zaś od 1978 do 1981 pozostawał sekretarzem. Od 1982 do 1988 pełnił funkcję wicewojewody szczecińskiego.
Pochowany na cmentarzu Centralnym w Szczecinie (51E/5/32).